# Thlaspi cochleariforme
Thlaspi cochleariforme là một loài thực vật có hoa trong họ Cải. Loài này được DC. miêu tả khoa học đầu tiên năm 1821.